# Topobates sphaeroides
Topobates sphaeroides är en kvalsterart som beskrevs av Subbotina 1985. Topobates sphaeroides ingår i släktet Topobates och familjen Scheloribatidae. Inga underarter finns listade i Catalogue of Life.